# Sićevo (Klina)
Pour les articles homonymes, voir Sićevo.
Siqevë en albanais et Sićevo en serbe latin (en serbe cyrillique : Сићево) est une localité du Kosovo située dans la commune/municipalité de Klinë/Klina et dans le district de Pejë/Peć. Selon le recensement kosovar de 2011, elle compte 1 338 habitants, dont une majorité d'Albanais.
Le village est également connu sous le nom albanais de Siçevë.

## Histoire
L'église Saint-Nicolas a été construite au XVIe siècle ; mentionnée par l'Académie serbe des sciences et des arts, elle est inscrite sur la liste des monuments culturels du Kosovo

## Démographie

### Évolution historique de la population dans la localité
| 1948 | 1953 | 1961 | 1971  | 1981  | 1991  | 2011  |
| ---- | ---- | ---- | ----- | ----- | ----- | ----- |
| 649  | 685  | 865  | 1 170 | 1 416 | 1 587 | 1 338 |

|  |